# Foreningen for Kønsforskning i Danmark
Foreningen for Kønsforskning i Danmark er en landsdækkende tværfaglig sammenslutning af kønsforskere, kvinder og mænd med interesse for forskning i kønnets mangfoldige betydninger. 
Anno 2007 har foreningen ca. 200 medlemmer, forskere, studerende og fagfolk med generel interesse for området.
På grundlag af en gave fra cand.scient. Else Høyrup har foreningen oprettet KRAKA-prisen, som uddeles hvert år på generalforsamlingen og årskonferencen.

## Ekstern henvisning
- Foreningens hjemmeside Arkiveret 10. oktober 2007 hos  Wayback Machine
- Foreningens blog (Webside ikke længere tilgængelig)